# Vepris glaberrima
Vepris glaberrima är en vinruteväxtart som först beskrevs av Adolf Engler, och fick sitt nu gällande namn av J.B. Hall och D.J. Harris. Vepris glaberrima ingår i släktet Vepris och familjen vinruteväxter. Inga underarter finns listade i Catalogue of Life.